# Uji (Shōbōgenzō)

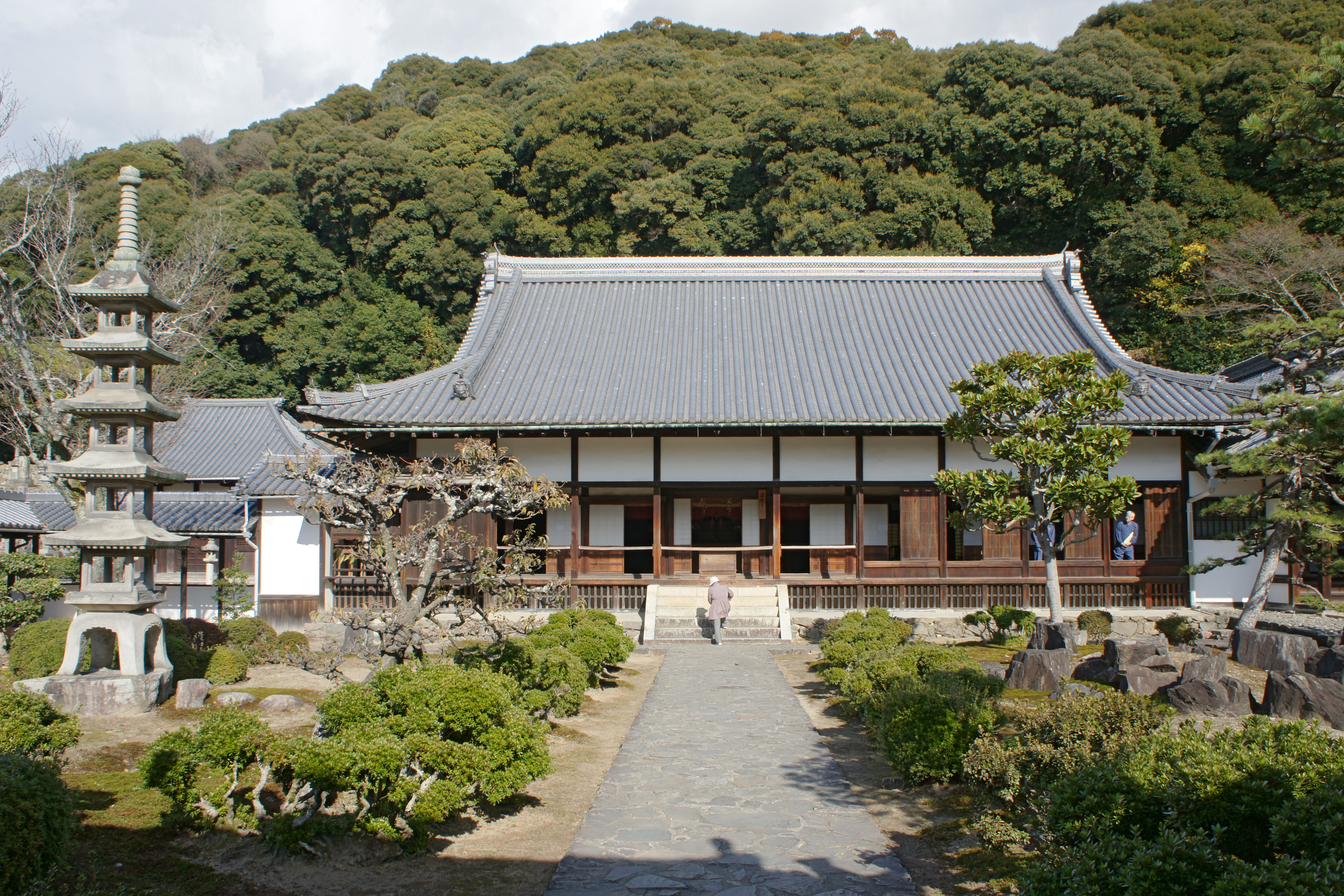
Temple Kosho-ji où fut dicté le texte

Pour les articles homonymes, voir Uji (homonymie).
Uji (有時) "Être-temps" est un texte composé en 1240 par Dōgen, fondateur de l'école du Zen Sôtô au Japon. Il fait partie de son œuvre majeure, le Shōbōgenzō, recueil de prédications à propos de différents aspects de la pratique du bouddhisme chan (zen). Dans ce texte court mais dense, Dôgen présente une conception originale du temps, qu'il associe à l'être avec les mots nikon (Présent éternel) et kyōryaku (entrelacement), et considère les deux niveaux de vérité, conventionnel et ultime

## Titre
Le titre Uji est un terme sino-japonais formé de deux caractères signifiant le temps (premier caractère, déterminant 有) et il-y-a (second caractère, déterminé 時). Il résume l'une des problématiques présentées dans le texte, par la tension entre le temps, qui paraît s'écouler, et l'existence dans l'instant.
La difficulté de la traduction est aussi bien grammaticale qu'ontologique, et souligne le caractère radicalement différent des pensées bouddhique et occidentale. Pour Yoko Orimo, la traduction mot à mot peut être Le temps qu'il-y-a évitant ainsi l'emploi du verbe être qui ontologiserait le temps. Charles Vacher choisit malgré tout Je suis temps, et Bernard Faure, comme Pierre Nakimovitch, Être-temps, et Frédéric Girard L'Être et le temps mais tous les commentateurs se retrouvent cependant pour refuser d'hypostasier le temps, et V. Linhartovà propose Le temps d'une présence.

## Présentation
Dôgen, alors âgé de 40 ans, compose ce texte en 1240 au Kannondôri de Kyôto. Il est destiné, comme les autres textes du Shôbôgenzô, aux moines et laïques venus le rejoindre, souvent formés dans d'autres écoles bouddhistes, mais n'est pas la retranscription d'une prédication. Dôgen y procède à un examen de la coproduction conditionnée, en s'appuyant sur son expérience de méditation et d'étude des textes, au Japon puis en Chine. Il utilise une rhétorique empruntée aux textes du chan, dans un style tendu et vif, unique dans la littérature japonaise. Comme dans les autres textes du Shôbôgenzô, il y traite d'un aspect de la bouddhéité, issu des fondements du bouddhisme, et le développe en associant méditation, sagesse et pratique.

### Spécificités grammaticales
Dôgen utilise à plusieurs reprises un tour grammatical spécifique, dans lequel le même mot sert successivement de sujet, de verbe et d'objet, ainsi: « Penser pénètre et voit penser. Le mot pénètre le mot et voit le mot. Pénétrer pénètre pénétrer et voit pénétrer (...) ceci est le temps ». Penser voit penser signifie que le méditant a été évacué, que le méditant est médité, comme une description du non-penser. Il exprime par là une réflexivité parfaite qui se réalise à travers le méditant, épuisement des dharma unissant samsara et nirvana dans la vacuité de la coproduction, et correspondant à l'exclamation attribuée au Bouddha au moment de son Éveil : « Étrange ! Étrange ! La vaste terre avec tout ce qui existe s'éveille en même temps que moi ! ».
Le japonais a d'autre part la spécificité d'utiliser, plutôt que la copule être, les caractères c'est-cela et il-y-a, et leurs négations. Enfin, le futur grammatical n'existe pas dans la conjugaison.

## Enseignement
Le texte est relativement court mais fait preuve d'une importante densité spéculative, qui le rend séduisant pour les philosophes contemporains, et probablement pour les physiciens à propos de la question du temps. Cette densité rend cependant sa compréhension difficile particulièrement pour les lecteurs occidentaux, et Yoko Orimo rappelle que « la pensée bouddhique est radicalement autre que tous les courants confondus de l'ontologie occidentale ». Elle suggère donc de se méfier de toute assimilation comparatiste avec des philosophes tels que Heidegger en matière de réflexion sur le temps et l'existence.
Le style elliptique de Dôgen, les particularités syntaxiques de la langue sino-japonaise qu'il utilise, ajoutent encore à la difficulté de ce texte, et les traducteurs et commentateurs traduisent et mettent en évidence des aspects divers de la pensée de Dôgen. Les commentaires des quatre traducteurs cités (Yoko Orimo - Charles Vacher - Pierre Nakimovitch - Frédéric Girard) replacent le thème du temps dans la perspective des notions principales du bouddhisme : bouddhéité, double niveau de vérité, non-dualité, coproduction conditionnée, dharma. Le rapprochement de leurs interprétations permet de cerner les ellipses de la pensée dôgenienne.

### Les deux niveaux de vérité
Yoko Orimo commente la distinction des trois temps (passé, présent, futur) qui est pour Dôgen du domaine du conventionnel, convention humaine de vraisemblance. Dôgen ne nie pas cette apparence, pourtant dénuée de consistance : la distinction des trois temps apparaît et disparaît dans l'instant, dans le « temps qu'il-y-a », « Présent éternel (nikon) ) ». Ce temps, en perpétuel mouvement du disparaître et du surgir, réalise ce qu'on appelle le « présent » en tant qu'il-y-a, ce qu'elle résume ainsi : « La réalisation de l'état de l'Éveillé [l'Éveil] est comme la réalisation du « temps-qu'il-y-a » (uji) ».
Selon Charles Vacher, la pensée de Dôgen à propos du temps s'organise à partir de la notion bouddhique fondamentale de la loi de coproduction conditionnée (karma) « Quand ceci est, cela est ». L'apparition contingente, un instant, d'une multitude de ceci et de cela, inconsistants, est le temps. Selon Dôgen, au sens de la vérité ultime, le nom de la loi karmique est uji, le temps : « tout ce qui est [coproduit en consécution] est le temps ». Au niveau empirique on convient que cela dépend de ceci, mais au niveau ultime on découvre que ceci et cela sont insubstantiels, et la vérité ultime annule alors la vérité conventionnelle. Mais Dôgen propose une voie médiane qui fusionne les vérités ultime et conventionnelle, avec l'instantanéité du « maintenant même (nikon)».
La différence entre les deux niveaux de vérité serait la présence (conventionnelle) ou l'absence (ultime) d'un moi spectateur « car les notions d'avant et d'après trouvent leur origine dans le point fixe du moi spectateur » et Charles Vacher illustre à nouveau ce point de vue, à partir d'un poème :
Au printemps, cerisiers en fleur

En été, le coucou

En automne, la lune

En hiver, la neige, claire, froide
— Kawabata Yasunori, Discours de réception du prix Nobel de littérature (1968)
Dans ce poème qui exprime le temps éternel, les quatre saisons sont décrites mais « l'être humain est absent. Il n'y a pas de spectateur ». Pierre Nakimovitch commente Dôgen dans le même sens, c'est le spectateur qui crée le temps : par la présence d'un regard, « en cet instant (nikon) naissent ensemble voyant et vu », toute apparition (montagnes et océan, le regard, une fleur triturée...) est temporelle.
Yoko Orimo, dans son commentaire, poursuit cette réflexion : « le sujet qui voit et observe le temps en tant qu'objet est lui-même le temps : le temps qu'il-y-a » et cite Dôgen (encadré) « il doit donc y avoir le temps en moi ». Du point de vue conventionnel, c'est dans ce moi qui est là en tant qu'existant, que les trois temps, (passé, présent, futur) apparaissent et disparaissent et Pierre Nakimovitch précise : « avec le temps émerge la pensée, avec la pensée émerge le temps », on se trouve alors dans la vérité conventionnelle, il y a alors succession de la cause et de l'effet, le conditionnement est reconnu.

### Temps et Ainsité -nikon
S'agissant du rapport entre être et temps, Pierre Nakimovitch propose, comme Yoko Orimo, cette interprétation de la pensée de Dôgen : « Le temps c'est l'être, l'être c'est le temps » alors que Frédéric Girard est plus restrictif : « Ce n'est pas le temps qui est, mais c'est ce qui est qui est le temps » et plus précis : « le temps et l'être ne sont pas purement et simplement identifiés, mais le temps est révélé à l'esprit conscient à travers l'être ».
Charles Vacher, comme Yoko Orimo , interprète l'enseignement de Dôgen dans le sens d'une équivalence du temps et de la bouddhéité. Il évoque une proposition similaire de Pierre Nakimovitch, qui commente Dôgen : « L'être-temps, c'est l'être de l'apparaître, c'est l'apparaître-temps, le temps apparaissant, qui n'est pas apparence ou illusion, mais le temps tout juste de l'ainsité » et conclut : « Si ce n'est le temps, nulle ainsité ». Dans le cadre de la vérité ultime, Dôgen considère donc une équivalence entre temps et bouddhéité, temps et ainsité, qui correspond à nikon, « Présent éternel », au sens où nous existons toujours au présent, ce que Pierre Nakimovitch esquisse ainsi : « Sinon un présent éternel, un Éternel présent » ou encore « Non pas une présence de l'absolu, mais l'absolu du présent, pur et vide, le vif du présent ou la présence, condition de toute apprésentation ».
D'autre part, Charles Vacher place nikon  dans la perspective de la méditation zen : « Nikon est le maintenant sans interruption, sans marque ni traces. Il est à mettre en parallèle avec shikantaza, l'être assis seulement et rien de plus, la méditation seulement selon Dôgen » confirmation de ce rapprochement du temps et de l'Éveil, de la Bouddhéité.

### Les phénomènes - les dharma
« Pour l'être, seul est ce qui est dans le temps, seul est le phénomène », et l'enseignement de Dôgen consiste à voir le temps en tant qu'apparaître, c'est-à-dire en tant que phénomènes : « Seul est le phénomène (pour l'être) qui est le temps ». Pierre Nakimovitch développe cette idée « Chacun en son temps est tout entier ce qu'il apparaît. Chaque maintenant se définit par cette apparition globale et singulière. Il n'y a pas d'identité de substance qui demeurerait sous le changement », et encore « La vérité de chaque événement est l'apparaître tel quel, sans autre essence que son existence », avant de considérer que Dôgen est encore plus radical : « Ni phénomène, ni être, simple venir-ainsi », position qu'il exprime également sous cette forme : « L'être-dharma, c'est l'ici de ce maintenant ».
Charles Vacher précise le lien avec l'illusion de la linéarité du temps : « Les consciences individuelles font aussi partie des phénomènes, elles se renouvellent à chaque instant, instantanées et sérielles. Leur rapide succession crée l'illusion de la continuité d'un moi substantiel et permanent ».
La clé de la compréhension de la pensée de Dôgen réside toujours dans le non dualisme selon Yoko Orimo, qui considère que Dôgen, dans cette position non-dualiste, « enseigne de ne pas rejeter le conventionnel, mais de voir ce « paraître » du temps qu'il-y-a en tant que « paraître » ». Elle associe également, dans cette vision non-dualiste, l'« apparaître » et le « disparaître » qui sont, selon Dôgen, comme le recto et le verso d'une feuille de papier.

### Entrelacementkyôryaku
Dôgen utilise le mot kyôryaku pour exprimer également une conception du temps qui paraît s'écouler du présent vers le futur, mais en fait revient sur lui-même dans une conception circulaire, similaire à sa conception circulaire de l'Éveil et de la Voie dôkan. Le monde n'avance ni ne recule, il peut s'opérer un aller-retour, tournoiement entre réalité plurielle et vue synthétique des choses. Nous croyons que le temps ne fait que passer, mais Dôgen nie le caractère linéaire du temps, et explique que « Tous les il-y-a de l'univers sont les temps qui s'entrelacent » : cet entrelacement est à l'intérieur de chaque existant, le temps dynamique comprend en lui-même son devenir, « il est, parce qu'il devient sans cesse autre que lui-même ».
Yoko Orimo rappelle à cette occasion une nouvelle fois que Dôgen, non-dualiste, ne conçoit pas le temps comme un "présent éternel" qui exclurait le passé et l'"à-venir", et rappelle l'ambiguïté du titre uji associant l'idée du temps qui paraît s'écouler (ji) à celle de l'il-y-a (u), l'existence dans l'instant. Elle y voit une argumentation sotériologique à l'encontre d'une thèse de temporalité et de souffrance.